# Apodemus mystacinus
Il topo selvatico rupestre (Apodemus mystacinus  Danford & Alston, 1877) è un roditore della famiglia dei Muridi diffuso nell'Asia Minore.

## Descrizione

### Dimensioni
Roditore di piccole dimensioni, con la lunghezza della testa e del corpo tra 100 e 130 mm, la lunghezza della coda tra 98 e 141 mm, la lunghezza del piede tra 24 e 28 mm, la lunghezza delle orecchie tra 17 e 21 mm e un peso fino a 57 g.

### Aspetto
Il corpo è robusto. Le parti superiori sono grigio chiare, con dei riflessi nerastri sulla schiena e fulvi lungo i fianchi, mentre le parti ventrali sono bianche, con la base dei peli bruno-grigiastra. La linea di demarcazione lungo i fianchi è netta. Le orecchie sono relativamente grandi, prive di peli e con una macchia fulva alla loro base posteriore. Le vibrisse sono molto lunghe, nerastre e bianche. La coda è lunga quanto la testa ed il corpo, bruno-grigiastra sopra e bianca sotto. Il cariotipo è 2n=48 FN=50.

## Biologia

### Comportamento
È una specie terricola e notturna. Passa tutto il giorno all'interno di tane scavate nel terreno dove assembla nidi rivestiti di foglie secche.

### Alimentazione
Si nutre di granaglie, pinoli, ghiande, semi di carruba, lumache ed insetti.

## Distribuzione e habitat
Questa specie è diffusa nell'Asia minore.
Vive nelle zone rocciose con copertura di prati o arbusti fino a 2.700 metri di altitudine. È comune nei frutteti, campi di grano, vigne, oliveti e piantagioni di fico. Talvolta è associato a pinete e boschi di leccio.

## Tassonomia
Sono state riconosciute 3 sottospecie:
- A.m.mystacinus: Creta, Rodi, Turchia, Iraq settentrionale;
- A.m.euxinus (Allen, 1914): Turchia nord-orientale, Georgia occidentale;
- A.m.pohlei (Aharoni, 1932): Siria occidentale e meridionale, Libano, Israele settentrionale, Cisgiordania, Giordania occidentale.

## Conservazione
La IUCN Red List, considerato che questa specie è comune, ampiamente diffusa e priva di serie minacce, classifica A.mystacinus come specie a rischio minimo (Least Concern).